# Носков, Игорь Александрович
И́горь Алекса́ндрович Носко́в (16 августа 1955, Новгородская область — 13 февраля 2025, Самара) — российский учёный и организатор образования. Кандидат исторических наук (1984), доктор педагогических наук (2002). Лауреат губернской премии в области науки и техники (2001), Почетный работник общего образования (2003), Заслуженный учитель Российской Федерации (2009). Шестой ректор Самарского государственного университета (2009-2014), профессор (с 2009), заведующий кафедрой (с 2017) педагогики Самарского филиала ГАОУ ВО «Московский городской педагогический университет». 

## Биография
В 1978 году окончил исторический факультет Куйбышевского государственного университета. В 1978—1979 годах — ассистент кафедры истории КПСС Куйбышевского политехнического института им. В. В. Куйбышева.
В 1980-1983 годах служил в рядах Советской армии. 
В 1984 году защитил кандидатскую диссертацию «Деятельность КПСС по привлечению рабочей молодежи к управлению промышленным производством в условиях развитого социализма (1971—1975 гг.): на материалах партийных организаций Куйбышевской, Пензенской и Ульяновской областей». 
В 1984-1988 годах — инструктор отдела науки и учебных заведений Куйбышевского обкома КПСС;
В 1988-1990 годах — заведующий кафедрой общественных наук Куйбышевского областного института усовершенствования учителей;
В 1990-1991 годах — директор Куйбышевского областного института усовершенствования учителей. 
В 1991-2009 годах — ректор Самарского областного института повышения квалификации и переподготовки работников образования (СИПКРО).
В 2002 году защитил докторскую диссертацию «Организационно-педагогические основы индивидуализированной системы повышения профессиональной квалификации учителя».
Проходил стажировку в университетах США, Бельгии, Англии (2001, 2002, 2006, 2007).
В 2008-2011 годах — секретарь регионального отделения партии «Единая Россия» по Самарской области, уступив пост Александру Фетисову.
В 2009-2014 годах — ректор Самарского государственного университета.
В должности ректора построил бассейн «Дельфин» (по федеральному проекту «Дадим университетам России 500 бассейнов»), на «взлетной полосе» около университета поставил памятник М. В. Ломоносову (по федеральной программе, посвященной 300-летию Ломоносова, подписанной В. В. Путиным в 2006 году). 
В 2014-2025 годах — профессор (с 2014), заведующий кафедрой (с 2017) педагогики Самарского филиала ГАОУ ВО «Московский городской педагогический университет». 
Ушел из жизни 13 февраля 2025 года в Самаре в возрасте 69 лет.

## Научная деятельность
Тематика научных исследований И. А. Носкова была тесно связана с вопросами педагогики, имиджеологии, управления образовательными системами, демократизации управленческих процедур. В педагогическую науку вошли разработанные им положения об индивидуализации  процесса повышения квалификации педагогических кадров, ваучеризации образовательных услуг на основе именного образовательного чека.
Под руководством И. А. Носкова разработана и внедрена в систему образования Самарской области модель Информационно - образовательный системный блок «Именной образовательный чек» (авторское свидетельство на полезную модель G 09 BI/00), обеспечивающая процесс повышения квалификации педагогических кадров.
На основе междисциплинарного подхода И. А. Носков  активно занимался разработкой концепции вариативности непрерывного педагогического образования, исследовал факторы и условия модернизации содержания и структуры педагогического образования, стимулирования академических свобод и академической мобильности участников образовательного процесса.
Исследовал проблемы взаимовлияния образования и политической сферы, изменения приоритетов и принципов образовательной политики, ее целей и задач, условий и факторов формирования гражданственности и патриотизма.  
Преподаваемые дисциплины в Самарском филиале ГАОУ ВО «Московский городской педагогический университет»: «Имидж образовательного учреждения», «Образовательная политика», «Социальное партнерство в образовании». Руководил научно-исследовательской работой магистрантов, аспирантов, докторантов.
И. А. Носков являлся членом 2 диссертационных советов: Д.212.216.01 при ФГБОУ «Самарский государственный социально-педагогический университет»; Д850.007.06 при ГАОУ ВО «Московский городской педагогический университет». 
Входил в состав редколлегии рецензируемого журнала «Академический вестник» Самарского государственного социально-педагогического университета.  
Автор более 140 научных работ, имеет 2 авторских свидетельства. 

## Награды
- Почетная грамота, Почетный Знак Губернатора Самарской области «За успехи в высшем образовании и научной деятельности»,
- Почетный знак Самарской Губернской Думы "За служение закону",
- Юбилейная медаль Федерации независимых профсоюзов России "100 лет профсоюзам России",
- Почётный знак профсоюза работников народного образования и науки Российской Федерации "За социальное партнёрство",
- Орден Русской православной церкви преподобного Сергия Радонежского III степени
- Золотым и Серебряным знаками Святителя Алексия, митрополита Московского и всея России Чудотворца.